# Vonalkázottfejű lápiposzáta
A vonalkázottfejű lápiposzáta (Megalurus palustris) a madarak osztályának verébalakúak (Passeriformes) rendjébe és a tücsökmadárfélék (Locustellidae) családjába tartozó faj.

## Rendszerezése
A fajt Thomas Horsfield amerikai természettudós írta le 1821-ben.

## Alfajai
- Megalurus palustris toklao (Blyth, 1843) - északkelet-Pakisztántól Mianmaron keresztül Vietnámig;
- Megalurus palustris forbesi (Bangs, 1919) - a Fülöp-szigetek és észak-Borneó;
- Megalurus palustris palustris (Horsfield, 1821) - Jáva és Bali[2]

## Előfordulása
Banglades, Kambodzsa, Kína, India, Indonézia, Laosz, Malajzia, Mianmar, Nepál, Pakisztán, a Fülöp-szigetek, Thaiföld és Vietnám területén honos. A természetes élőhelye mocsarak, nedves legelők.

## Megjelenése
Átlagos testhossza 28 centiméter, testtömege 38-56 gramm.
|  |

## Életmódja
Gerinctelenekkel (pókokkal, rovarokkal és lárváival) táplálkozik.